# Sébastien Le Prestre de Vauban
Sébastien le Prestre de Vauban (ur. 15 maja 1633 w Saint-Léger-de-Foucheret, zm. 30 marca 1707 w Paryżu) – francuski inżynier wojskowy, architekt, urbanista, ekonomista, polityk, reformator i filozof, marszałek Francji.
Twórca nowego systemu budowania i zdobywania twierdz, który obowiązywał w Europie ponad półtora wieku.

## Życiorys
Rodzina pochodziła z Owernii, ale już w XVI-tym wieku osadziła się w Morvanie, gdzie nabyła majątek Vauban, od którego przyjęła nazwisko. Ale z powodu odwrócenia się fortuny przyszły marszałek Francji urodził się w skromnym domu w wiosce Saint Léger a według innych miejscowych źródeł w  budynku gospodarczym zamku położonego parę kilometrów od wsi, w osadzie Ruères. Od 1651 roku służył w stopniu kadeta w pułku kawalerii, w roku 1655 mianowany inżynierem królewskim. W 1669 roku został wyznaczony przez Ludwika XIV generalnym inspektorem twierdz. W latach 1651–1706 brał udział w 53. oblężeniach i 140. bitwach; zbudował 33 i przebudował 300 twierdz. Napisał wiele dzieł z dziedziny fortyfikacji, z których najważniejsze to „Traktaty o zdobywaniu i obronie twierdz” (Traités de l'attaque et de la défense des places), „Traktat o fortyfikowaniu pola przez budowę obozów umocnionych” (Traité de la fortification de campagne ou des camps retranchés), „Traktat o minach” (Traité des mines).
W 1704 roku mianowany marszałkiem. Prekursor fizjokratyzmu; opublikował anonimowo dzieło „Zarys dziesięciny królewskiej”, w którym poddał krytyce merkantylizm oraz stwierdził, że o bogactwie kraju nie decyduje ilość kruszców, ale obfitość dóbr zaspokajających potrzeby całego społeczeństwa. W 1707 roku złe przyjęcie jego propozycji fiskalno-podatkowych załamało go całkowicie i przyczyniło się do jego śmierci.
Louis de Rouvroy, książę de Saint-Simon w swych Pamiętnikach opisywał go następująco:
”...Vauban... pochodził z drobnej szlachty burgundzkiej, lecz był chyba najszlachetniejszym i najcnotliwszym człowiekiem, poza tym, że zyskał sobie sławę największego znawcy sztuki oblężniczej i fortyfikacji. Ponadto był najbardziej prosty, szczery i najskromniejszy. Niewielkiego wzrostu, przysadkowaty, o minie wojownika, przy powierzchowności równocześnie gburowatej i nieokrzesanej, by nie powiedzieć brutalnej i dzikiej. Charakter jego nie odpowiadał w niczym wyglądowi. Nigdy chyba nie było człowieka bardziej łagodnego, współczującego, uprzejmego, grzecznego, choć szorstkiego. Najbardziej skąpy w szafowaniu życiem ludzkim, przy wielkiej waleczności i szlachetności, co kazało mu przyjmować wszystko złe na siebie i ustępować wszystko dobre innym. Trudno pojąć, jak człowiek tak prawy i szczery, niezdolny przyłożyć ręki do jakiegokolwiek fałszu czy nieuczciwości, mógł sobie zaskarbić tak wielką przyjaźń i zaufanie Louvois i króla...”.
Pochowany w Dôme des Invalides.

## Najważniejsze budowle
- Arras (Pas-de-Calais) : cytadela
- Besançon (Doubs) : citadelle, założenie i fort Griffon
- Blaye-Cussac-Fort-Médoc (Gironde) : citadelle de Blaye, założenie, fort Paté i fort Médoc
- Briançon (Alpy Wysokie) : założenie, Fort des Salettes, Fort des Têtes, Fort du Randouillet, Pont d'Asfeld
- Camaret-sur-Mer (Finistère) : Tour Vauban
- Longwy (Meurthe i Mozela) : la ville neuve de Longwy
- Mont-Dauphin (Alpy Wysokie) : twierdza
- Mont-Louis (Pireneje Wschodnie) : cytadela
- Neuf-Brisach (Górny Ren) : nowe miasto
- Saint-Martin-de-Ré (Charente-Maritime) : założenie i cytadela
- Saint-Vaast-la-Hougue/Tatihou (Manche) :
- Villefranche-de-Conflent (Pireneje Wschodnie) : Fort Libéria, grota Cova Bastera